# الاس، تارن
الاس، تارن (به فرانسوی: Alos, Tarn) یک کامین در فرانسه است که در Canton of Castelnau-de-Montmiral واقع شده‌است.

## خصوصیات
الاس ۶٫۳۲ کیلومترمربع مساحت و ۱۲۷ نفر جمعیت دارد و ۲۳۰ متر بالاتر از سطح دریا واقع شده‌است.